# Santa Maria de Santa Oliva
Santa Maria de Santa Oliva és una església de Santa Oliva (Baix Penedès) protegida com a bé cultural d'interès local.

## Descripció
És una església d'una sola nau, dividida en tres trams, amb dues capelles laterals a banda i banda. Està coberta per una volta d'aresta, els arcs de la qual es recolzen en mènsules. L'absis és semicircular i presenta quatre nervis que es recolzen a la paret gràcies a unes cartel·les.
La façana romànica està rematada per un campanar de cadireta de tres cossos a sobre i una nau construïda possiblement entre els anys 1564 i 1569. En destaca la porta formada per dos arcs de mig punt en degradació resseguida per una motllura, que a més està emmarcada per un guardapols de forma rectangular.
Construïda amb carreus regulars. De la façana principal cal destacar la porta formada per una arquivolta que es recolza sobre dues columnes i dues pilastres amb motllura trencada a la línia d'impostes, des d'on arrenquen dos arcs de mig punt. Als peus de l'església hi ha una espitllera en forma de rosassa.

## Història
L'església de Santa Maria fou profanada pels àrabs a inicis del segle xii. El 1158 el bisbe de Barcelona cedí aquesta església al monestir de Sant Cugat perquè hi fundés un monestir. El 1173 el monestir funcionava amb un sol monjo amb el títol de prior que vivia amb un sacerdot beneficiat i alguns deodonats. Aquest priorat de Santa Oliva, benedictí i filial de Sant Cugat, absorbí aviat l'església de Sant Julià, mentre l'església de Santa Maria passava a ser parròquia. Al segle xv, però, ja hi havia cap monjo ni deodonant i només un monjo de Sant Cugat conserva el títol de prior de Santa Oliva.